# W90-Mattensprunganlage
Die W90-Mattensprunganlage in Ramsau am Dachstein besteht aus mehreren Skisprungschanzen. Zur Anlage gehören zwei kleinere Schanzen der Kategorie K 15, K 30 (Minzelhofschanzen) und eine Normalschanze der Kategorie K 90 (W90-Mattensprunganlage).

## Geschichte
Die K90-Schanze wurde 1995 im Hinblick auf die Nordischen Skiweltmeisterschaften 1999 errichtet. Während die Sprungschanze im Skisprung-Weltcup der Herren lediglich einmal berücksichtigt wurde, ist sie seit 1998 regelmäßiger Austragungsort der Sprungwettkämpfe in der Nordischen Kombination. Vereinzelt wurden dort auch Wettkämpfe des zweitklassigen Skisprung-Continental-Cups sowie ein Weltcup-Springen der Damen ausgetragen. Auf der W90-Mattensprunganlage wurde am 18. Dezember 2020 der historische erste Sprungdurchgang eines Weltcup-Wettbewerbs in der Nordischen Kombination der Frauen ausgetragen, welcher von der Norwegerin Gyda Westvold Hansen gewonnen wurde.
Die Sprunganlage dient vor allem als Trainingszentrum des Österreichischen Skiverbandes (ÖSV). Seit Ende 2013 existiert dort auch eine Anlauftestanlage (sog. "Speed Race"), wovon sich der ÖSV neue Erkenntnisse in puncto Anlaufgeschwindigkeiten verspricht.

## Internationale Wettbewerbe
Genannt werden alle von der FIS organisierten Sprungwettbewerbe
| Datum             | Kategorie         | Schanze | 1. Platz           | 2. Platz           | 3. Platz                                     |
| ----------------- | ----------------- | ------- | ------------------ | ------------------ | -------------------------------------------- |
| 11. Januar 1998   | Weltcup           | K90     | Masahiko Harada    | Kazuyoshi Funaki   | Hiroya Saitō                                 |
| 26. Februar 1999  | Weltmeisterschaft | K90     | Kazuyoshi Funaki   | Hideharu Miyahira  | Masahiko Harada                              |
| 8. Dezember 2000  | Weltcup           | K90     | Wettkampf abgesagt | Wettkampf abgesagt | Wettkampf abgesagt                           |
| 4. Februar 2001   | Continental Cup   | K90     | Markus Eigentler   | Frank Reichel      | Jure Bogataj Georg Späth Stefan Thurnbichler |
| 14. August 2004   | Continental Cup   | HS98    | Stefan Kaiser      | Robert Mateja      | Balthasar Schneider                          |
| 15. August 2004   | Continental Cup   | HS98    | Robert Mateja      | Jernej Damjan      | Andreas Kofler                               |
| 19. August 2007   | Continental Cup   | HS98    | Daniela Iraschko   | Anette Sagen       | Izumi Yamada                                 |
| 23. Februar 2008  | Continental Cup   | HS98    | Wolfgang Loitzl    | Bastian Kaltenböck | Manuel Fettner                               |
| 24. Februar 2008  | Continental Cup   | HS98    | Manuel Fettner     | Wolfgang Loitzl    | Bastian Kaltenböck                           |
| 19. Februar 2011  | Continental Cup   | HS98    | Sara Takanashi     | Ulrike Gräßler     | Jacqueline Seifriedsberger                   |
| 19. Februar 2011  | FIS-Cup           | HS98    | Björn Koch         | Lukas Müller       | David Winkler                                |
| 20. Februar 2011  | Continental Cup   | HS98    | Sara Takanashi     | Ulrike Gräßler     | Melanie Faißt                                |
| 20. Februar 2011  | FIS-Cup           | HS98    | Markus Schiffner   | Björn Koch         | Stefan Hayböck                               |
| 18. Dezember 2011 | Alpencup          | HS98    | Stefan Kraft       | Ulrich Wohlgenannt | Rok Justin                                   |
| 18. Dezember 2011 | Alpencup          | HS98    | Stefan Kraft       | Rok Justin         | Jaka Hvala                                   |
| 14. Dezember 2012 | Weltcup           | HS98    | Sara Takanashi     | Coline Mattel      | Daniela Iraschko                             |
| 18. Dezember 2020 | Weltcup           | HS98    | Marita Kramer      | Nika Križnar       | Sara Takanashi                               |
| 20. Februar 2021  | Alpencup          | HS98    | Markus Müller      | Jonas Schuster     | Taj Ekart                                    |
| 21. Februar 2021  | Alpencup          | HS98    | Jonas Schuster     | Markus Müller      | Julijan Smid                                 |
| 17. Dezember 2021 | Weltcup           | HS98    | Marita Kramer      | Katharina Althaus  | Urša Bogataj                                 |